# Cybaeus melanoparvus
Espèce
Cybaeus melanoparvus est une espèce d'araignées aranéomorphes de la famille des Cybaeidae.

## Distribution
Cette espèce est endémique de Honshū au Japon,. Elle se rencontre dans les préfectures de Gifu, de Fukui et de Nagano.

## Description
Le mâle holotype mesure 4,20 mm et la femelle paratype mesure 3,85 mm.

## Publication originale
- Kobayashi, 2006 : Ten new species of the genus Cybaeus (Araneae: Cybaeidae) from central Honshu, Japan. Acta Arachnologica, vol. 55, no 1, p. 29-44 (texte intégral).